# Anoxisch
Das Adjektiv anoxisch (von griech. an-=„nicht“, oxys=„sauer“), veraltet auch anoxysch, bezeichnet grundsätzlich einen sauerstofffreien Bereich, also einen Bereich, der keinen Sauerstoff enthält (Anoxie). Es ist damit das Gegenteil von oxisch.

## Ökologie
Der Ausdruck „anoxisch“ wird besonders zur Charakterisierung der Umgebung von Lebewesen wie Gewässer, Gewässersedimente, Böden und künstliche Anlagen verwendet. Sauerstoff liegt in einem anoxischen Milieu nur in gebundener Form vor, z. B. in Wasser als Kohlenstoffdioxid, Nitrat oder Sulfat. Anoxische Systeme haben ein niedriges Redoxpotential. In einem solchen System können nur Organismen aktiv sein, die nicht auf Sauerstoff angewiesen sind (Anaerobier). In einem solchen Milieu liegen oxidierte Verbindungen vor, die anstelle von Sauerstoff als Elektronenakzeptoren bei der anaeroben Atmung als Energielieferanten für den Stoffwechsel benutzt werden können.  Beispiele hierfür sind die Sulfatatmung oder die Nitratatmung.

## Abwassertechnologie
Auch in der Abwassertechnologie und -technik wird mit „anoxisch“ ein sauerstofffreies Milieu beschrieben. Dabei steht den Bakterien kein Sauerstoff zur Verfügung, sondern lediglich terminale Elektronenakzeptoren mit niedrigerem Redoxpotential (anaerobe Atmung). Dies sind in einer Kläranlage hauptsächlich Nitrat oder Nitrit (Denitrifikation), sowie Schwefel- und Eisenverbindungen.

## Medizin und Physiologie
In der Medizin und der Tierphysiologie spricht man von einer Anoxie beim Vorliegen eines Sauerstoffmangels, der zu einer Unterversorgung der Organe führt.

## Belege
1. 1 2 3 4 5  Stichwort „anoxisch“ in: Herder-Lexikon der Biologie. Spektrum Akademischer Verlag GmbH, Heidelberg 2003. ISBN 3-8274-0354-5.